# Герлаи, Роберт
Роберт Герлаи (венг. Robert Gerlai, 1960, Будапешт, Венгрия) — канадский нейробиолог венгерского происхождения, специалист по психогенетике.

## Биография и научная деятельность
Роберт Герлаи родился в Будапеште в 1960 году. В 1987 году получил учёную степень доктора философии в Будапештском университете. В 2007—2008 гг. был президентом Международного биопсихологического общества. В настоящее время работает профессором психологии Торонтского университета. Член редколлегии журнала «Genes, Brain and Behavior».

## Публикации
Роберт Герлаи опубликовал свыше 100 статей в рецензируемых научных журналах.
- Crusio, WE and Gerlai, RT. Handbook of Molecular-Genetic Techniques for Brain and Behavior Research. — Amsterdam: Elsevier, 1999. — xxvii+965 p. — ISBN 0-444-50239-4.
- Behavioral Genetics of the Mouse: Genetics of Behavioral Phenotypes (англ.) / Crusio, Wim E.; Sluyter, Frans; Gerlai, Robert T.; Pietropaolo, Susanna. — Cambridge, United Kingdom: Cambridge University Press, 2013. — (Cambridge Handbooks in Behavioral Genetics). — ISBN 978-1-107-03481-5.